# Lee Mi-sook
Lee Mi-sook (hangeul: 이미숙; Chungcheong Settentrionale, 2 aprile 1960) è un'attrice sudcoreana.
Debutta al cinema nel 1980 in Momoneun cheolbuji e diventa, negli anni seguenti, una delle attrici più note dell'epoca, formando, insieme a Lee Bo-hee e Won Mi-kyung, la cosiddetta "troika degli Anni Ottanta". Nel 1987 si ritira dall'industria cinematografica per sposarsi, dedicandosi solo alla televisione. Torna dopo dieci anni nella pellicola Jeongsa, con cui rilancia la propria carriera.

## Filmografia parziale

### Cinema
- Momoneun cheolbuji (모모는 철부지), regia di Kim Eung-chun (1980)
- Bulsae (불새), regia di Lee Gyeong-tae (1980)
- I gib-eun bam-ui po-ong (이 깊은 밤의 포옹), regia di Song Yeong-su (1981)
- Gaseumgipge hwakkeunhage (가슴깊게 화끈하게), regia di Kim Su-hyeong (1981)
- Ireon yeoja eobnna-yo (이런 여자 없나요), regia di Park Chul-soo (1981)
- Yasaengma (야생마), regia di Yoo Dong-hun (1982)
- Naega saranghaettda (내가 사랑했다), regia di Go Yeong-nam (1982)
- X, regia di Hah Myung-joong (1983)
- Isanghan gwangye (이상한 관계), regia di Lee Doo-yong (1983)
- Woebak (외박), regia di Go Yeong-nam (1984)
- Yeojaneun bicheoreom namjareul jeoksinda, regia di Lee Hyeok-su (1984)
- Goraesanyang (고래사냥), regia di Bae Chang-ho (1984)
- Bam-i muneojil ttae (밤이 무너질 때), regia di Go Yeong-nam (1984)
- Geu hae gyeo-ur-eun ttatteuthaenne (그 해 겨울은 따뜻했네), regia di Bae Chang-ho (1984)
- Baramnan dosi (바람난 도시), regia di Kim Yang-duk (1985)
- Geudae nunmur-i mareul ttae (그대 눈물이 마를 때), regia di Choi Dong-joon (1985)
- Jor-eop yeohaeng (졸업 여행), regia di Yoo Ji-hoeng (1985)
- Ppong (뽕), regia di Lee Doo-yong (1986)
- Gyeo-ul nageune, regia di Kwak Ji-kyun (1986)
- Ga-eur-eul namgigo gan sarang (가을을 남기고 간 사랑), regia di Jung Jin-woo (1986)
- Naesi (내시), regia di Lee Doo-yong (1986)
- Geori-ui aksa (거리의 악사), regia di Chung Ji-young (1987)
- Yujeong (유정), regia di Kim Ki (1987)
- Du yeoja-ui jip (두 여자의 집), regia di Kwak Ji-kyun (1987)
- Jeongsa (정사 정사), regia di E J-yong (1998)
- Danjeokbi-yeonsu (단적비연수), regia di Park Jae-hyun (2000)
- Besame mucho (베사메무쵸), regia di Jeon Yoon-soo (2001)
- Oh! LaLa Sisters (울랄라 씨스터즈), regia di Park Jae-hyun (2002)
- Scandal - Joseon namnyeo sang-yeoljisa (스캔들 - 조선 남녀 상열지사), regia di E J-yong (2003)
- ...ing (아이앤지), regia di Lee Eon-hee (2003)
- Ddeugeo-wun geot-e jo-a (뜨거운 것이 좋아), regia di Kwon Chil-in (2008)
- Yeobae-udeul (여배우들), regia di E J-yong (2009)
- Baekkop (배꼽), regia di Park Bo-sang (2013)
- Journalist (저널리스트), regia di Roh Deok (2015)

### Televisione
- Eden-ui dongjjok (에덴의 동쪽) – serie TV (2008-2009)
- Ja-myeong go (자명고) – serie TV (2009)
- Cinderella eonni (신데렐라 언니) – serie TV (2010)
- Cheon-ir-ui yaksok (천일의 약속) – serie TV (2011)
- Sarangbi (사랑비) – serie TV (2012)
- Choegoda Lee Soon-shin (최고다 이순신) – serie TV (2013)
- Miss Korea (미스코리아) – serie TV (2013-2014)
- Jiltu-ui hwasin (질투의 화신) – serie TV (2016)
- Sarang-ui ondo (사랑의 온도) – serie TV (2017)
- La regina delle lacrime (눈물의 여왕?, Nunmur-ui yeo-wangLR) – serie TV (2024)